# Amen break
 (mai 2020).
Si vous disposez d'ouvrages ou d'articles de référence ou si vous connaissez des sites web de qualité traitant du thème abordé ici, merci de compléter l'article en donnant les références utiles à sa vérifiabilité et en les liant à la section « Notes et références ».
Pour les articles homonymes, voir Amen (homonymie).
L'Amen break est un échantillon de batterie originellement joué par G.C. Coleman du groupe The Winstons, devenu célèbre car il s'agit de l'une des boucles les plus utilisées dans le domaine du hip-hop, de la jungle et de la drum and bass.

## Origine
L'Amen break, long de 5,2 secondes, consiste en quatre mesures d'un break de batterie situé au milieu de la chanson Amen, Brother, jouée par la formation de funk/soul The Winstons à la fin des années 1960. La chanson est une version instrumentale d'un classique du gospel plus ancien mais joué sur un tempo plus élevé. Cette version fut éditée en 1969 par Metromedia sur la face B du 45 tours Color Him Father (et désormais accessible sur diverses compilations et rééditions du groupe).

## Caractéristiques
Ce sont en général les quatre premières mesures du solo de G.C. Coleman, réarrangées et jouées en boucle, que l'on appelle Amen break. Les sonorités particulières et le groove du breakbeat conservent leur singularité aussi bien lorsque le sample (anglicisme désignant un échantillon musical) est joué à son tempo original (137 BPM) que lorsqu'il est accéléré, classiquement ou par le procédé de time-stretching. Ces caractéristiques propres à l'Amen break, qui ont amené son succès, sont principalement un bruit syncopé omniprésent produit par les coups de crash et les cymbales ride qui battent la mesure, ainsi qu'un claquement sec et franc issu de la caisse claire, le tout joué rapidement avec un swing maîtrisé.

## Échantillon
L'identité de la première personne à avoir échantillonné et utilisé l'Amen break dans un nouveau morceau n'est pas connue avec certitude. Si cet échantillon a fait surface au milieu des années 1980, aidé par la démocratisation de l'échantillonneur, on retrouve néanmoins une figure similaire dans L'Homme orchestre de Serge Korber en 1970.
La chanson Amen, Brother acquit une certaine notoriété au sein des communautés hip-hop et techno lorsque Louis Flores la compila en 1986 sur sa série de bootlegs Ultimate Breaks & Beats, à destination des DJ. Flores édita quatre mesures du break de batterie à un tempo plus lent que le reste de la chanson. Malgré la différence de tempo au milieu du morceau, cela permettait à des DJ de hip-hop de le « prolonger » en passant deux copies du disque sur deux platines distinctes et en ignorant le reste de la chanson.
L'année suivante, E-mu produisit l'échantillonneur SP1200 et les techniques de production hip-hop évoluèrent des classiques boîtes à rythmes vers les boucles rythmiques échantillonnées. La plupart des producteurs commencèrent à puiser leurs boucles dans la série Ultimate Breaks & Beats et l'Amen break connut alors une grande notoriété avant de traverser l'Atlantique pour se retrouver dans les communautés de dance music européennes. Finalement, la chanson originelle fut remixée avec une nouvelle qualité sonore, les producteurs n'hésitant pas à augmenter le tempo de la boucle, de sorte que la « version lente » tomba en désuétude.
L'Amen break peut se retrouver sous plusieurs formes : une simple boucle dans les styles de jungle et de breakbeat hardcore, ou des versions découpées et réarrangées dans les créations de certains artistes qui ont inauguré un nouveau genre de drum and bass, comme Squarepusher, Aphex Twin ou ShyFX : le drill and bass. L'échantillon est utilisé dans des milliers de morceaux de style drum and bass et hip-hop, comme par exemple Straight Outta Compton de NWA. Le premier artiste hip-hop à avoir découpé les fragments de cette boucle rythmique pour en réarranger le motif fut Mr. Mixx des 2 Live Crew sur la chanson Feel Alright Y'all en 1987. Quelques années plus tard, le DJ Carl Cox utilise l'échantillon dans son titre Let the Bass Kick, sample manipulé par le groupe de rap Success-n-Effect (en).
Par la suite, l'Amen break a été utilisé dans des compositions de groupes possédant une audience très large (comme Nine Inch Nails) et a pu être entendu dans plusieurs publicités et programmes télévisés (le générique de Futurama, basé sur E.V.A. de Jean-Jacques Perrey).
G.C. Coleman, le batteur des Winstons, est mort dans la misère en 2006. Il n'a en effet pas reçu de royalties pour les échantillons de son solo de batterie de 1969.
L'échantillon est au catalogue de l'éditeur britannique Zero-G Ltd (en), ce que l'artiste et écrivain Nate Harrison, spécialiste des questions de propriété intellectuelle, considère comme une appropriation indue, ainsi qu'il l'explique dans sa vidéo Can I Get An Amen? (2004).

## Influences
Base de nombreux instrumentaux hip-hop mais surtout véritable signature des genres jungle et drum and bass, l'Amen break est probablement le breakbeat le plus célèbre et le plus utilisé en « musique électronique » — devant le Funky Drummer de James Brown — dont l'influence a largement franchi les frontières du genre. Tous genres confondus, on peut par exemple entendre l'Amen break sur des titres de NWA (Straight Outta Compton), 2 Live Crew, David Bowie ou encore Stephan Eicher (1000 vies).